# The Stampeders
The Stampeders was een Canadese rockband uit Calgary.

## Bezetting
Huidige bezetting
- Rich Dodson (gitaar, zang)
- Ronnie King (bas, zang)
- Kim Berly (drums, zang)

Vroegere bezetting
- Len Roemer
- Brendan Lyttle
- Race Holiday
- Van Louis
- Gary Storin

(vervolg)
- Bob Allwood
- Doug Macaskill
- Roy Vansprang
- Ian Kojima
- David Norse Elye

## Geschiedenis
De band werd opgericht in 1964 in Calgary als The Rebounds met de leden Dodson, Roemer, Lyttle, Berly en Holiday. In 1965 werd de bandnaam gewijzigd naar The Stampeders en werd Len Roemer vervangen door Ronnie King en Van Louis. In 1966 verhuisden ze naar Toronto en werden ze in 1968 een trio toen Lyttle, Louis en Holiday de band verlieten. In 1971 hadden ze een hit met Sweet City Woman, geschreven door Dodson, die de beste single werd tijdens de Juno Awards, de toppositie bereikte van de RPM magazine hitlijst en een 8e plaats in de Amerikaanse Billboard Hot 100. Het nummer bleef 16 weken in de Billboard Hot 100 en er werden meer dan een miljoen exemplaren van verkocht in september 1971. De RIAA kende daarvoor een gouden plaat toe. Ze wonnen ook de Juno Awards voor de beste band, de beste producent (Mel Shaw) en de beste componist (Dodson) in dat jaar. De band tekende bij Polydor Records voor de verspreiding in de Verenigde Staten. De band vroeg aan Wolfman Jack, een van Amerikaans bekende dj's in 1975, om mee te doen aan de cover van Ray Charles' hit Hit the Road Jack uit 1961, waarin 'Cornelius', de Wolfman opbelt - Ronnie King is een geëmigreerde Rotterdammer wiens naam Cornelis van Sprang is - die door zijn vriendin op straat werd gezet en hem tevergeefs vraagt om bij hem te logeren. Dit werd een vrij behoorlijke wereldhit dankzij de korte telefoonfragmenten van de Wolfman. Dodson verliet de band in 1977 en Berly en King wierven nieuwe leden aan voor de lp Platinum (1977). Berly ging heen, King vertrok om drie nieuwe leden te zoeken voor de lp Ballsy (1979) en kort daarna werd de band ontbonden. Het hitmakende trio herenigde zich voor de Calgary Stampede in 1992. Ze brachten in 1998 het album Sure Beats Working uit. Ze toerden verder door Canada, bezochten evenementen, festivals, casino's en theaters.

## Onderscheidingen
In november 2011 ontvingen The Stampeders de Grammy Lifetime Achievement Award van de SOCAN tijdens de Socan Awards 2011 in Toronto. In 2015 kregen ze de SOCAN Classic Awards voor hun songs Monday Morning en Wild Eyes.

## Discografie

### Singles
- 1967:	Morning Magic
- 1968:	Be a Woman
- 1969:	Crosswalk
- 1971:	Carry Me
- 1971: Gator Road
- 1971: Sweet City Woman
- 1971: Devil You
- 1972:	Monday Morning Choo Choo
- 1972: Wild Eyes
- 1972: Carryin' On
- 1973:	Johnny Lightning
- 1973: Oh My Lady
- 1973: Minstrel Gypsy
- 1974:	Running Wild
- 1974: Me and My Stone
- 1974: Ramona
- 1975:	Hit the Road Jack
- 1975: New Orleans
- 1976:	Playing in the Band
- 1976: Sweet Love Bandit
- 1976: San Diego
- 1979:	Got My Mojo Working
- 1984:	Baby with You
- 1996:	Oh Belinda

### Albums
- 1971:	Against the Grain (hernoemd als Sweet City Woman in de Verenigde Staten)
- 1971: Carryin' On
- 1973:	Rubes, Dudes & Rowdies
- 1973: From the Fire
- 1974:	New Day
- 1974: Backstage Pass
- 1975:	Steamin'
- 1976:	Hit the Road
- 1977:	Platinum
- 1977: The Best of the Stampeders
- 1979:	Ballsy
- 1983:	Over Seventy Minutes with the Stampeders
- 1985:	Greatest Hits Volume 1
- 1985: Greatest Hits Volume 2
- 1998:	Sure Beats Working

### NPO Radio 2 Top 2000
| Nummer met noteringen in de NPO Radio 2 Top 2000 | '99  | '00  | '01  |
| ------------------------------------------------ | ---- | ---- | ---- |
| Hit the Road Jack                                | 1801 | 1834 | 1901 |

1. ↑  Een vetgedrukt getal geeft de hoogste notering aan.
2. ↑  Deze tabel is bijgewerkt tot en met de laatste editie (2024).